# محطة قطار بشار
محطة بشار هي محطة سكة حديد جزائرية تقع في بلدية بشار، ولاية بشار .تُعدّ جزءًا من شبكة الخطوط الإقليمية التي وتديرها الشركة الوطنية للنقل بالسكك الحديدية في الجزائر.

## موقعها في الشبكة الحديدية
تقع المحطة على ارتفاع 783,020 متر،  وهي المحطة النهائية للخط من وادي تليلات إلى بشار ، حيث تسبقها محطة بني ونيف.

## تاريخ
خلال فترة الاستعمار الفرنسي للجزائر، كانت المحطة تسمى محطة كولومب بشار (Colomb-Béchar).
دخلت المحطة في الخدمة عام 1906 أثناء افتتاح الجزء الممتد على 51 كم بين بن زيرق (قرية في بلدية بشار) وبشار من خط السكة الحديد الضيق القديم الرابط بين وهران إلى القنادسة عبر مدينة سعيدة. سبقتها محطة حاسي الهواري القديمة، وكانت تقع عند النقطة الكيلومترية (PK) 748.400 من الخط وكانت محطته النهائية. تعتبر هذه المحطة من بين المحطات المحصنة في الجزائر التي كان بناؤها من توجيه الجيش الفرنسي بين عامي 1881 و1906 على طول الخط الرابط بين سعيدة إلى بشار.

مجموعة مختارة من مناظر محطة بشار في بداية القرن العشرين}
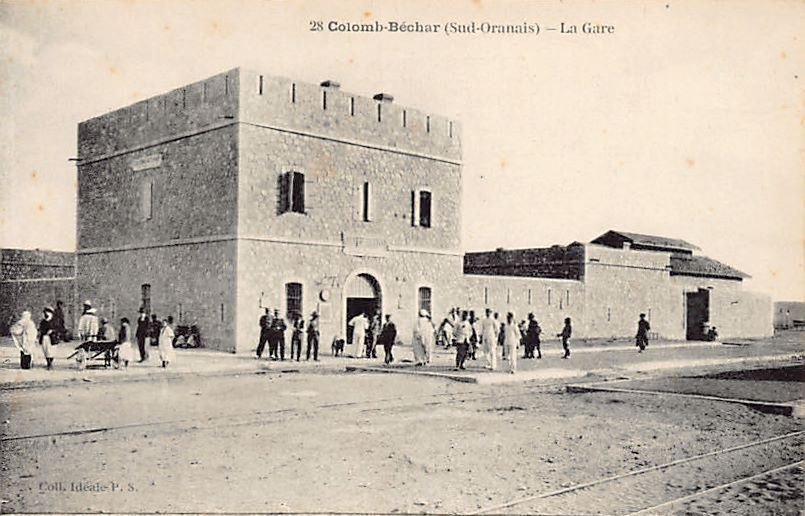
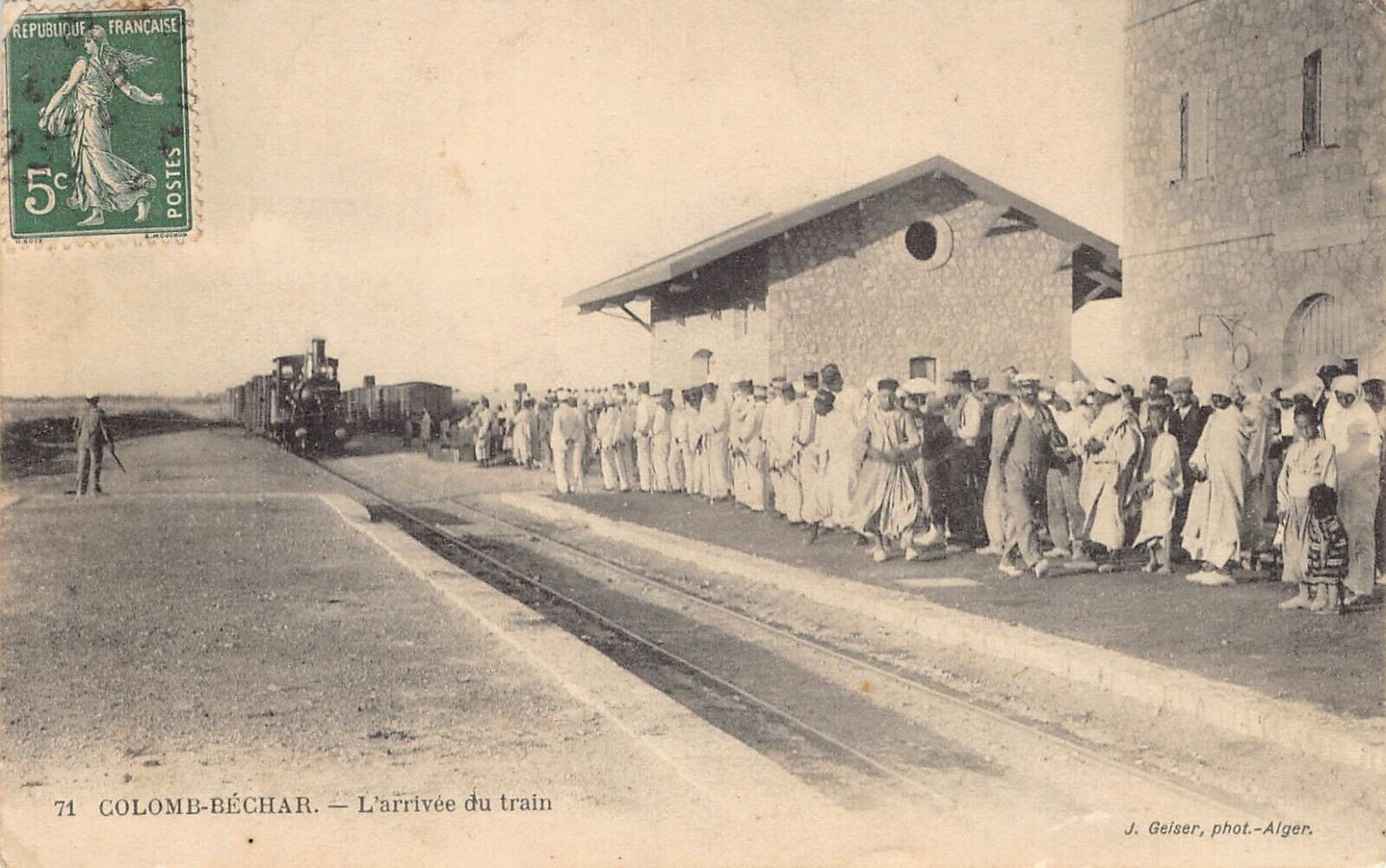
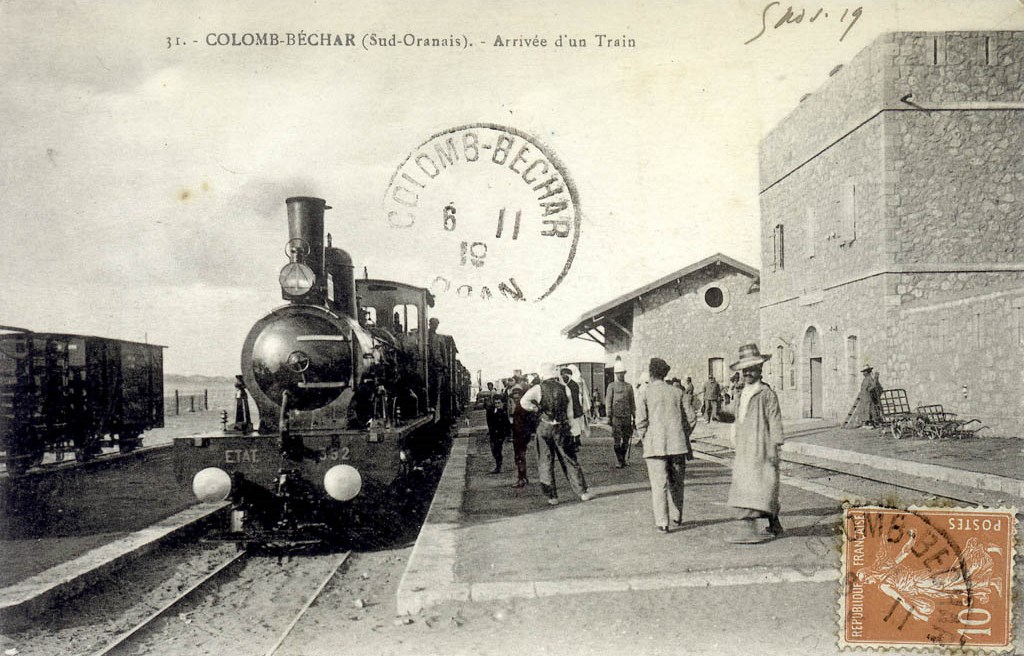

في 1921، مدد الخط من وهران إلى بشار نحو القنادسة للسماح بنقل الفحم الصخري المستخرج من مناجم رواسب الفحم في منطقة القنادسة. وأصبحت محطة قطار القنادسة بعد ذلك المحطة النهائية الجديدة للخط.
في 8 ديسمبر 1941 ، افتتح القسم البالغ طوله 165 كم من خط السكة الحديدية العابر للصحراء (أو سكة حديد البحر الأبيض المتوسط النيجر) بين بوعرفة (في المغرب ) وبشار. يبدأ هذا الخط، بمقياس سكة حديد قياسي يبلغ 1 435 مم ، في المدينة الساحلية الغزوات ( Nemours))، الواقعة في شمال غرب الجزائر ويعبر من الشمال إلى الجنوب الجزء الشرقي من المغرب بأكمله من وجدة إلى بوعرفة قبل الوصول إلى بشار في محطة منفصلة، تسمى بشار - البحر الأبيض المتوسط - النيجر ، وتقع بالقرب من المحطة القديمة التي افتتحت في عام 1906.
في عام 1942،أنشئ خط فرعي للسكك الحديدية بين البحر الأبيض المتوسط والنيجر بين محطة بيشار والقنادسة. وهو خط سكة حديد قياسي يبلغ عرضه 1 435 مم ويمتد على طول مساره بالكامل إلى جانب خط السكة الحديدية الضيق الذي دخل الخدمة في عام 1921. افتتح القسم الأخير من خط السكة الحديدية عبر الصحراء، بطول 90 كم ، بين بشار والعبادلة ، في عام 1948.

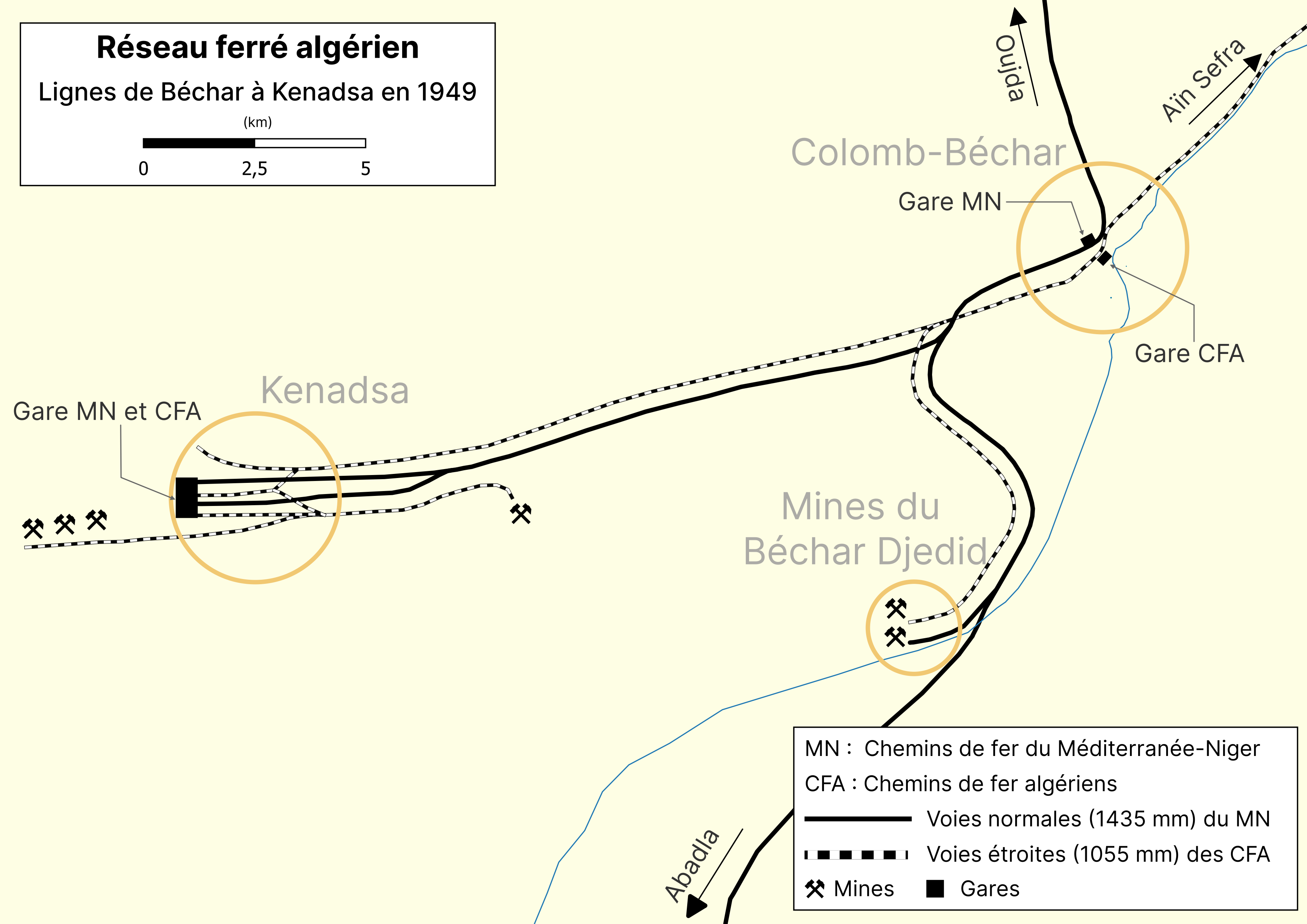
خطوط السكك الحديدية بين بشار والقنادسة في عام 1949.

في عام 1962، بعد استقلال الجزائر ، تم إغلاق الخطوط من بوعرفة إلى بشار ومن بشار إلى القنادسة. وكذلك محطة -بشار-البحر الأبيض المتوسط-النيجر التي هدمت فيما بعد.
في عام 2010، رقي القسم من البيوض إلى بشار من الخط القديم من وهران إلى القنادسة عبر سعيدة إلى مقياس سكة حديد قياسي . وفي الوقت نفسه، افتتح قسم جديد بين رجم دموش والبيوض، وبالتالي مدد الخط الذي يربط وادي تليلات برجم دموش. كل هذه الأقسام :وادي تليلات - رجم دموش، رجم دموش - البيوض، والبيوض - بشار، أصبح الخط الجديدالرابط بين وهران وبشار عبر وادي تليلات، وتشكل هذه الأقسام الثلاثة الآن الخط الجديد من وادي تليلات إلى بشار.

## خدمة الركاب
تخدم المحطة قطارات طويلة المسافة على خط سكة حدي من وهران إلى بشار.

### مقالات ذات صلة
- خط من وادي تليلات إلى بشار
- خط من وهران إلى قنادسة
- خط من بشار إلى عبادلة
- خط سكة حديد عبر الصحراء الكبرى
- قائمة محطات القطارات في الجزائر

### روابط خارجية
- "ش.و.ن.س.ح". الشركة الوطنية للنقل بالسكك الحديدية. مؤرشف من الأصل في 2025-05-05.